# Sulfatid
Sulfatidi su klasa sulfatisanih galaktozilceramida koji se prvenstveno sintetišu u oligodendrocitima u centralnom nervnom sistemu. Sulfatidi su tip sulfolipida.

## Klinički značaj
Alteracije sulfatidnog metabolizma, razmena i homeostaza su prisutni u najranijim klinički prepoznatljivim stepenima Alchajmerove bolesti i vezani su za metahromatsku leukodistrofiju (MLD).

## Osobine
| Osobina                  | Vrednost |
| ------------------------ | -------- |
| Broj akceptora vodonika  | 12       |
| Broj donora vodonika     | 7        |
| Broj rotacionih veza     | 43       |
| Particioni koeficijent ( | 12,3     |
| Rastvorljivost (logS, log(mol/L))       | -17,2    |
| Polarna površina (PSA, Å2)  | 220,7    |

## Literatura
- Michael A Lieberman; Ricer, Rick (2010). Lippincott's Illustrated Q&A Review of Biochemistry (1. Pap/Psc изд.). Lippincott Williams & Wilkins. ISBN 978-1-60547-302-4.

## Spoljašnje veze
- Sulfatides на 